# Saint-Paul-de-Vence
Saint-Paul-de-Vence – miejscowość i gmina we Francji, w regionie Prowansja-Alpy-Lazurowe Wybrzeże, w departamencie Alpy Nadmorskie. W miejscowości tej żył i zmarł malarz Marc Chagall.
Według danych na rok 2008 gminę zamieszkiwało 3477 osób, a gęstość zaludnienia wynosiła 400 osób/km² (wśród 963 gmin regionu Prowansja-Alpy-Lazurowe Wybrzeże Saint-Paul plasuje się na 210. miejscu pod względem liczby ludności, natomiast pod względem powierzchni na miejscu 760.).

## Populacja

Populacja Saint-Paul-de-Vence w latach 1962-2008